# Trifolium pallescens
Trifolium pallescens là một loài thực vật có hoa trong họ Đậu. Loài này được Schreb. miêu tả khoa học đầu tiên.

## Hình ảnh

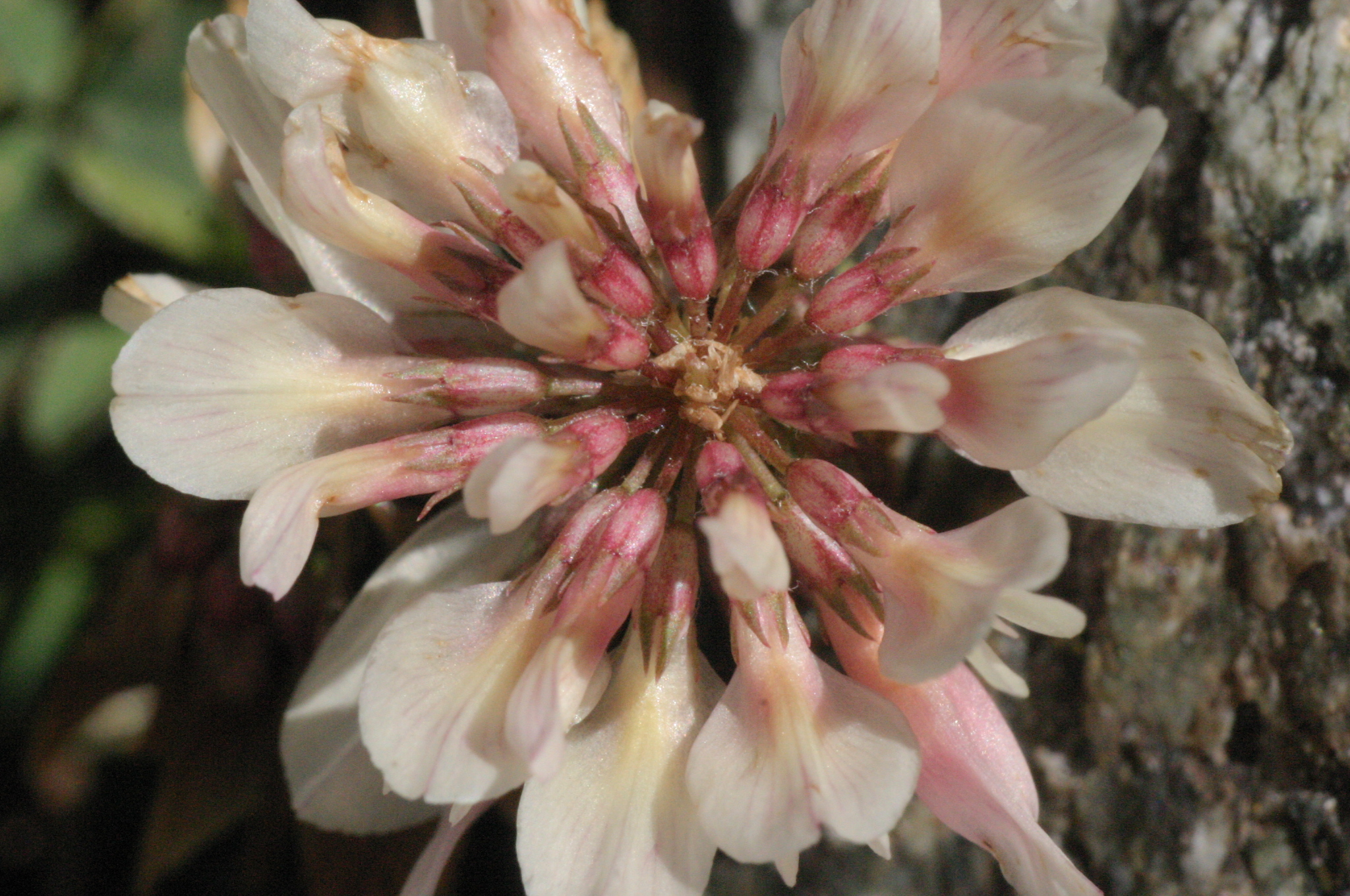
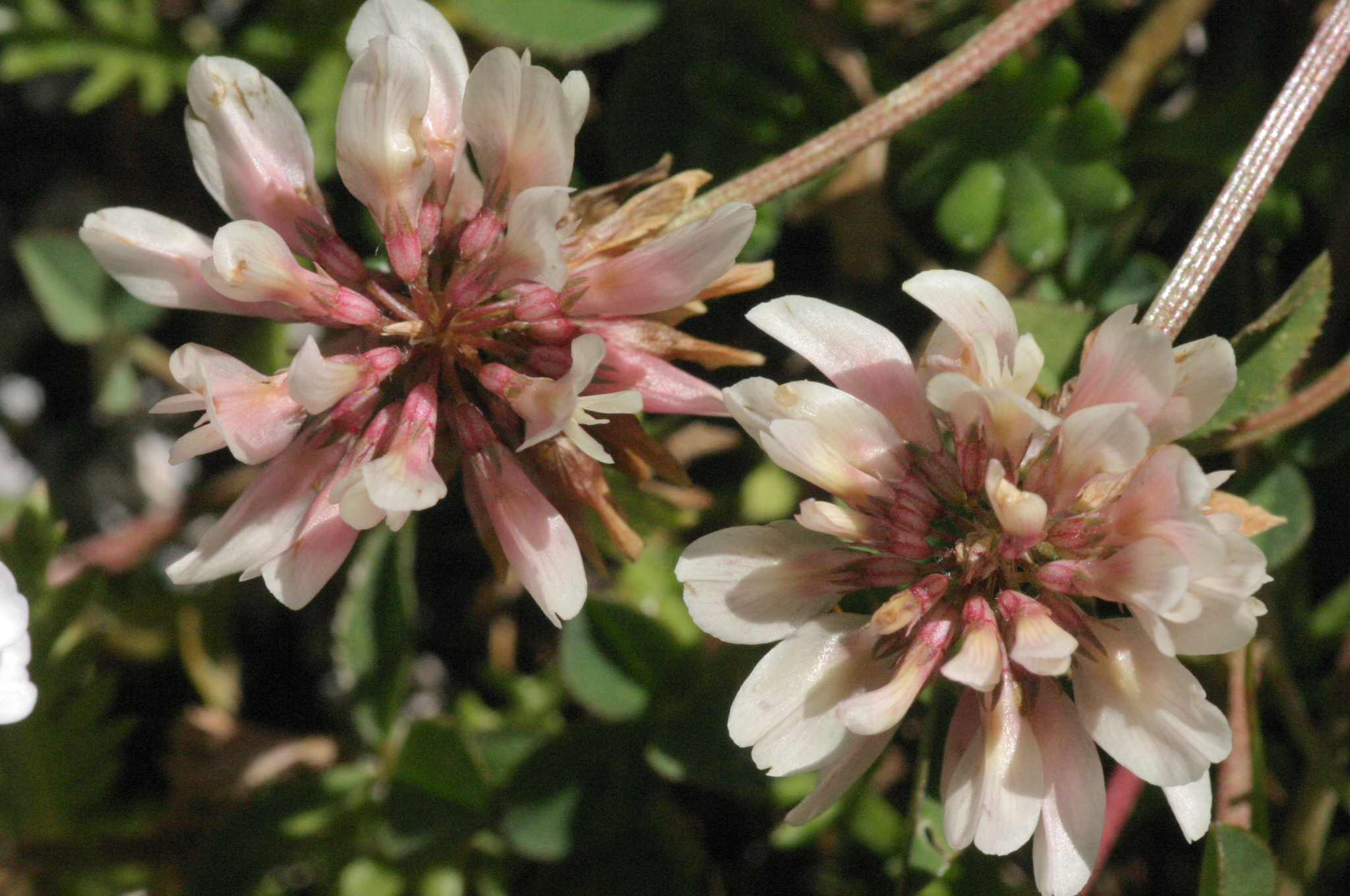
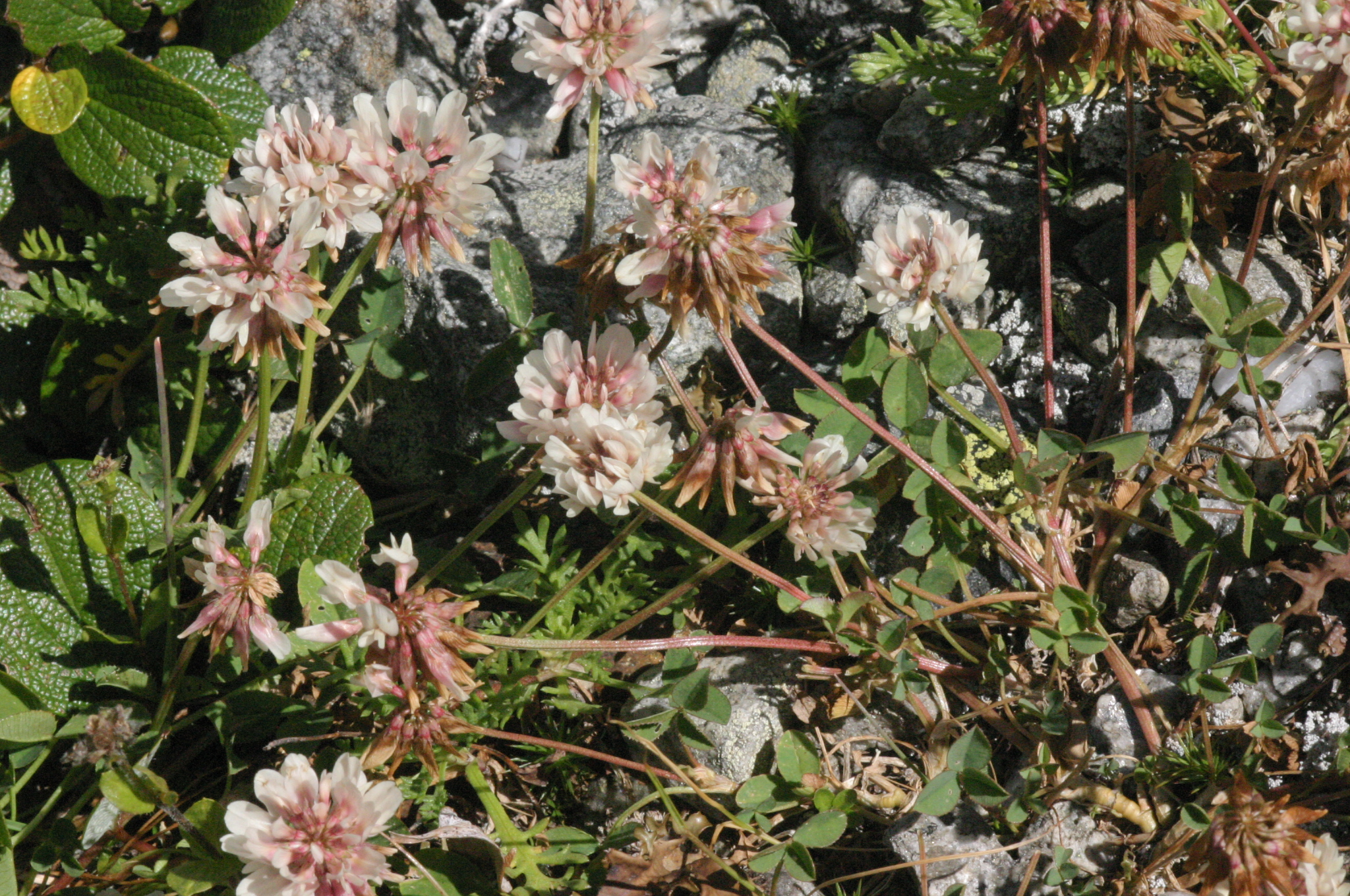
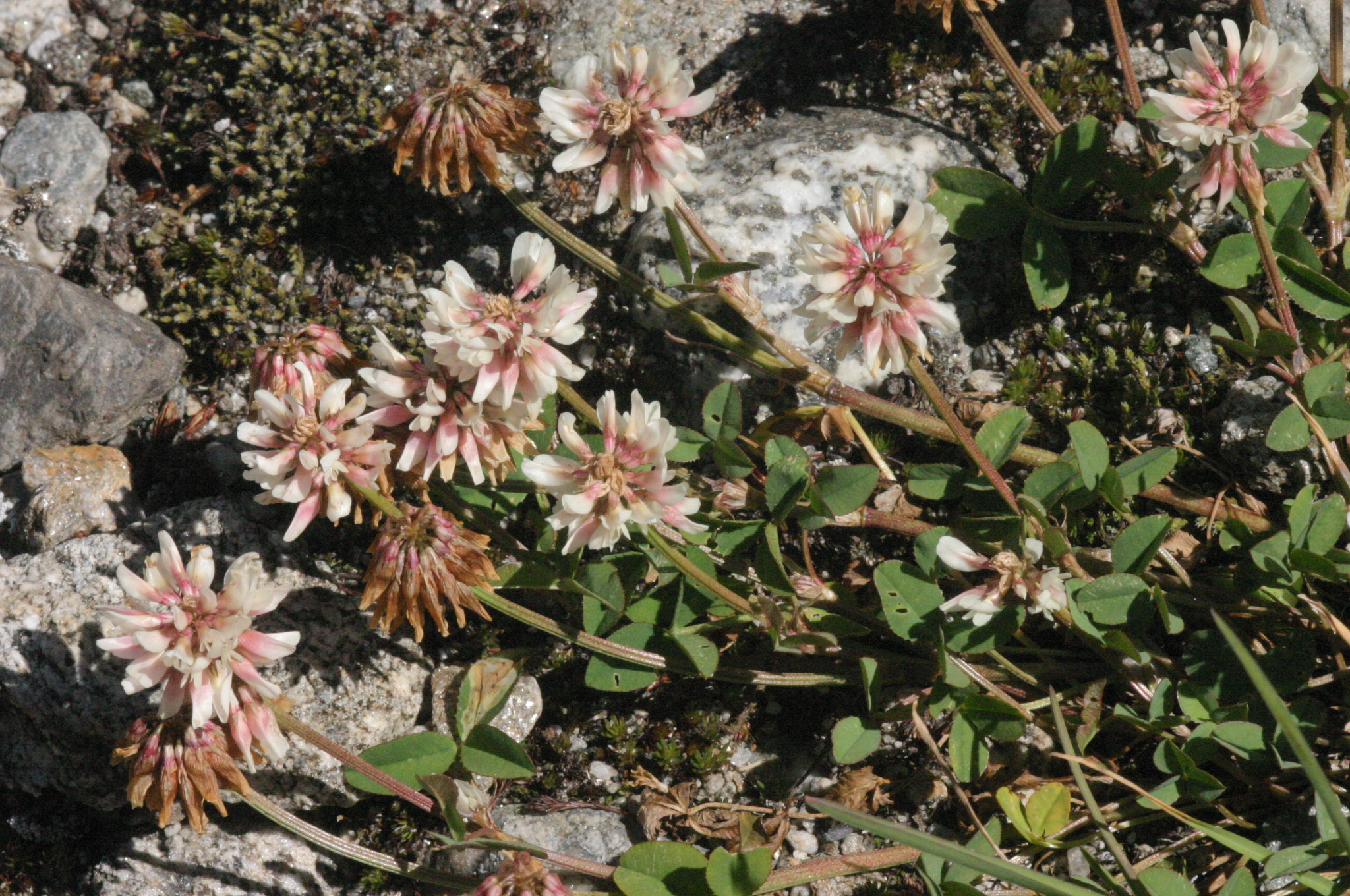